# Piggs Peak
Piggs Peak, ook wel geschreven als Pigg's Peak, is een plaats in het noordwesten van Swaziland, gelegen in het district Hhohho.
De plaats werd vernoemd naar William Pigg nadat deze er in 1884 een goudmijn aantrof. Deze mijn hield op te bestaan in 1954; de inkomsten van de bevolking zijn sindsdien afkomstig van bosbouw.
Voor de onafhankelijkheid van Swaziland in 1968 was Piggs Peak de hoofdstad van het gelijknamige district.